# Genovevo Rivas Guillén

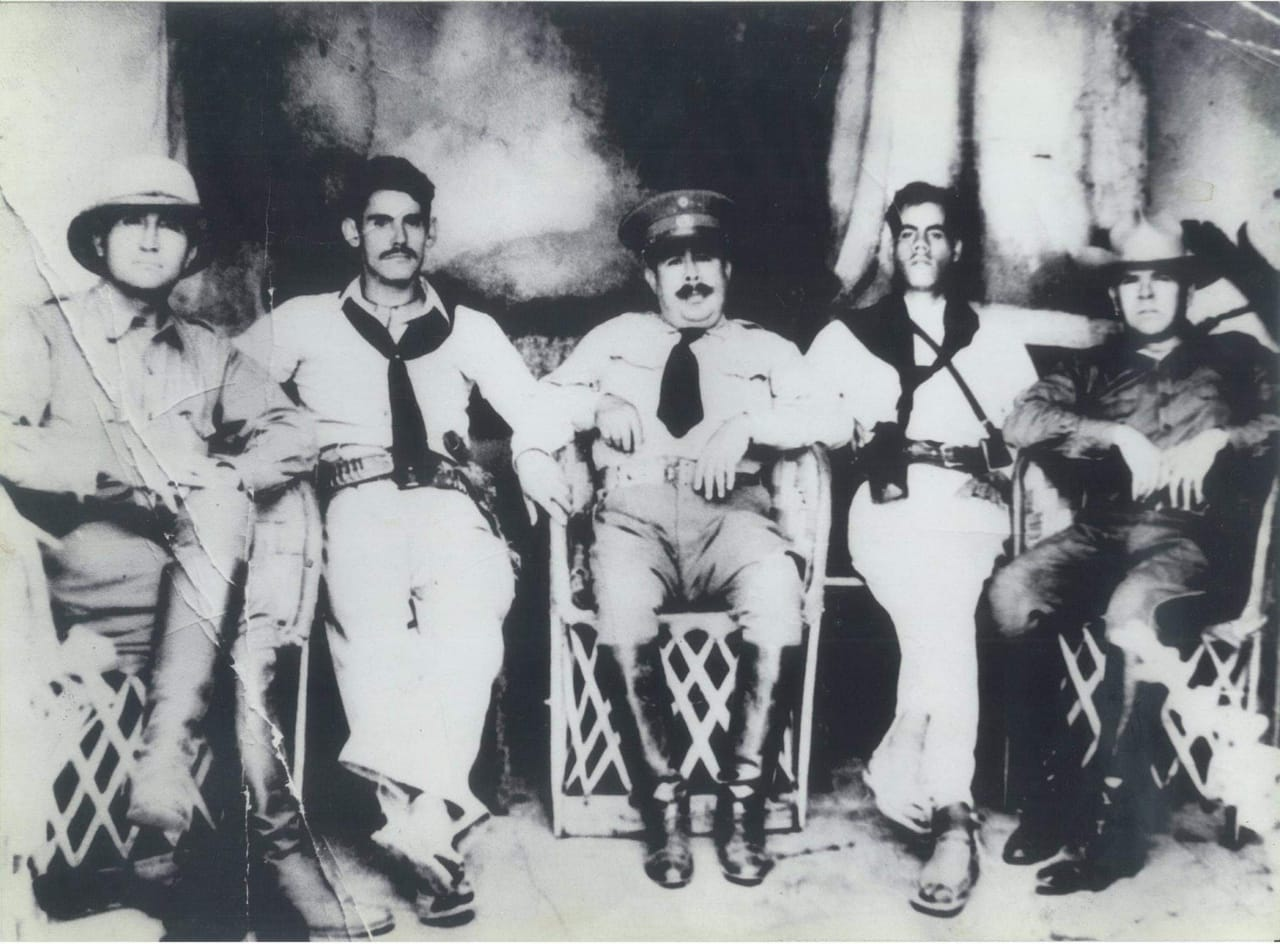
Rendición y amnistía de las fuerzas de los hermanos Villa Michel. En la foto de izquierda a derecha: Marcelino García Barragán; Matías Villa Michel; Genovevo Rivas Guillén; Isaías Villa Michel; y Juan de la Torre Villalvazo.

Genovevo Rivas Guillén (Rayón, San Luis Potosí; 3 de enero de 1886 - Potrero de Para, San Luis Potosí; 20 de marzo de 1947), citado como General Genovevo Rivas Guillén, fue un militar mexicano y gobernador provisional de San Luis Potosí de 1938 a 1939.

## Origen
Nació en Rayón, San Luis Potosí, en 1886. Unido a la causa maderista, participó en la revolución desde 1910, bajo las órdenes del general Alberto Carrera Torres, donde ascendió hasta teniente.[cita requerida]

## Batalla de El Carrizal
Durante la Expedición Punitiva que perseguía a Pancho Villa por el ataque a Columbus, Nuevo México, el 21 de junio de 1916 una columna del ejército estadounidense, bajo el mando del capitán Charles T. Boyd, que marchaba hacia el Rancho de Santo Domingo desde Villa Ahumada, Chihuahua, la cual era la primera propiedad de un estadounidense, llevó fuera del límite de operación concedido por el gobierno mexicano de Venustiano Carranza a la expedición estadounidense, por lo que el teniente Rivas, de la guarnición del cercano pueblo del Carrizal, se presentó a impedirles el paso, solicitándoles su regreso, a lo que el capitán Boyd se negó, ya que advirtió que iba tras un desertor del ejército estadounidense. Solicitando el teniente Rivas la presencia de su superior, se presentó el general Félix Gómez, quien respaldó a su subordinado, por lo que luego se desataron las hostilidades donde murió el general Gómez, quedando al frente el teniente Rivas, quien derrotó y puso en fuga a la mayoría de los estadounidenses.[cita requerida]
Las bajas norteamericanas fueron de 50 soldados muertos, 27 prisioneros, además de que se capturaron 22 caballos y numerosas municiones. En cambio, México perdió 27 hombres y 39 soldados fueron heridos. En 1924, le fue concedida la condecoración del Valor Heroico.

## Años posteriores
Comandante de la XIV Zona Militar, combatió a los cristeros durante la llamada Guerra Cristera de 1926 a 1929 en los estados de Jalisco y San Luis Potosí, por lo que ascendió a general de brigada en 1938. Más tarde combatió a la rebelión del general Saturnino Cedillo.[cita requerida]
Llegó a ser gobernador de su estado y comandante militar de los estados de Querétaro, Oaxaca y Sonora. Posteriormente, al retirarse del ejército se dedicó a la agricultura. Murió ahogado en Potrero de Para, San Luis Potosí, en 1947.[cita requerida]
- Datos: Q5877203